# Torneo Apertura 2018 (Venezuela)
El Torneo Apertura fue el primero de los dos torneos de la temporada 2018 en la primera división del fútbol venezolano.

## Sistema de competición
El torneo se juega con el formato todos contra todos en una rueda de 17 fechas, en los que participan dieciocho equipos. Los mejores ocho de la primera ronda clasifican a una liguilla, con enfrentamientos de ida y vuelta, para definir al Campeón. Los campeones de los dos torneos (Apertura y Clausura) se enfrentan en una final a partidos de ida y vuelta para definir al Campeón Nacional quien se lleva el título de liga es decir, la estrella de la temporada.
El equipo campeón del Torneo Apertura 2018 clasifica para la Copa Conmebol Libertadores 2019 y el subcampeón clasifica para la Copa Sudamericana 2019.
Todo lo concerniente a un empate de puntos al finalizar el Torneo entre dos clubes, se dilucidará en favor del Club que ganó el encuentro jugado entre ambos; y de haber un empate en el enfrentamiento, en favor del Club que tenga mejor diferencia de goles a favor. Si persiste, se tomará en cuenta quien haya marcado más goles a favor; Si el empate es entre tres o más clubes, se define en favor del Club que tenga más puntos obtenidos solo entre los cruces de los clubes involucrados.

## Información de los equipos
| Club                                     | Ciudad         | Entrenador              | Estadio                       | Capacidad | Indumentaria       | Patrocinador Principal              | Patrocinadores secundarios                                                         |
| ---------------------------------------- | -------------- | ----------------------- | ----------------------------- | --------- | ------------------ | ----------------------------------- | ---------------------------------------------------------------------------------- |
| Academia Puerto Cabello                  | Puerto Cabello | Jeremy Novak            | Complejo Deportivo Socialista | 7000      | Uhlsport           | Alcaldía de Puerto Cabello          | Aruba Airlines, BOD, Samsung y CLX                                                 |
| Aragua                                   | Maracay        | José Manuel Rey         | Hermanos Ghersi               | 16 000    | Saeta              | Gobierno Bolivariano de Aragua      | Eurobuilding, TeleAragua y Meridiano                                               |
| Deportivo Lara                           | Cabudare       | Leonardo González       | Metropolitano de Cabudare     | 45 312    | Uhlsport           | SoloDeportes                        | Herbalife y Alimex                                                                 |
| Mineros de Guayana                       | Ciudad Guayana | Juan Domingo Tolisano   | CTE Cachamay                  | 41 600    | Sport Jugados      | Gobernación Bolivariano de Bolívar  | Movilnet, DirecTV, Pepsi, Traki e Inter                                            |
| Atlético Venezuela                       | Caracas        | Tony Franco             | Brígido Iriarte               | 10 000    | Adidas             | GUUAO                               | PDVSA y Gatorade                                                                   |
| Carabobo                                 | Valencia       | Wilson Gutiérrez        | Polideportivo Misael Delgado  | 10 400    | Adidas             | Gorbenación Bolivariano de Carabobo | -                                                                                  |
| Caracas                                  | Caracas        | Noel Sanvicente         | Olímpico de la UCV            | 24 900    | RS21               | Maltín Polar                        | DirecTV, Pepsi y McDonald's                                                        |
| Deportivo Anzoátegui                     | Puerto La Cruz | Lisandro Altieri        | José Antonio Anzoátegui       | 40 000    | Academia SportWear | Gobierno Bolivariano de Anzoategui  | Rutaca Airlines / Venezolana                                                       |
| Deportivo La Guaira                      | La Guaira      | Pedro Depablos          | Olímpico de la UCV            | 24 900    | Adidas             | Traki                               | ONA                                                                                |
| Deportivo Táchira                        | San Cristóbal  | Francesco Stifano       | Pueblo Nuevo                  | 38 755    | Uhlsport           | JHS Grupo                           | Maltín Polar, Pepsi, DirecTV y Kino Táchira                                        |
| Estudiantes de Mérida                    | Mérida         | Nabor Gavidia           | Metropolitano de Mérida       | 42 200    | Ulter Sport        | Arant - Supplies                    |                                                                                    |
| Estudiantes de Caracas                   | Caracas        | Jose Faciana            | Brígido Iriarte               | 10 000    | Beethoven Sport    | Maltíin Polar - Pirámide Seguros    | Pepsi, Beethoven Clothing Fashion, Maltín Polar, Grupo Multimarca y Eagle Burgmann |
| Metropolitanos                           | Caracas        | Daniel de Oliveira      | Brígido Iriarte               | 10 000    | Joma               | PDVSA                               | ONA y Banco Fondo Común                                                            |
| Monagas                                  | Maturín        | Jhonny Ferreira         | Monumental de Maturín         | 51 796    | Adidas             | Gobernación de Monagas              | PDVSA y Samsung                                                                    |
| Portuguesa                               | Araure         | Carlos Horacio Moreno   | José Antonio Páez             | 14 000    | Mundo Creativo     | AsoPortuguesa                       | ALIVENSA, Alimentos Mary, Arroz Santoni y Gobierno Bolivariano de Portuguesa       |
| Trujillanos                              | Valera         | Horacio Matuszyczk      | Estadio José Alberto Pérez    | 26 000    | Mundo Creativo     | PDVSA                               | Trujillo Potencia Deportiva                                                        |
| Zamora                                   | Barinas        | Alí Cañas               | Agustín Tovar                 | 24 396    | Uhlsport           | PDVSA                               | Movilnet y Domosa                                                                  |
| Zulia                                    | Maracaibo      | Carlos Fabián Maldonado | José Encarnación Romero       | 45 000    | Uhlsport           | Gobierno Bolivariano de Zulia       | Herbalife                                                                          |
| Datos actualizados el 9 de marzo de 2018 |                |                         |                               |           |                    |                                     |                                                                                    |

### Cambios de entrenadores
| Equipo                            | Entrenador (jornadas)                                     |
| --------------------------------- | --------------------------------------------------------- |
| Deportivo Anzoátegui S.C.         | Francisco Velásquez (1 - 7) Lisandro Altieri (8 - Actual) |
| Atlético Venezuela Club de Fútbol | Alex Pallarés (1 - 9) Tony Franco (10-Actual)             |

### Equipos por región
| Región          | N.º | Equipos |
| --------------- | --- | --- |
| Capital         | 5   | Atlético Venezuela C.F., Caracas F.C., Deportivo La Guaira F.C., Metropolitanos F.C., Estudiantes de Caracas |
| Los Andes       | 4   | Estudiantes de Mérida F.C., Deportivo Táchira F.C., Trujillanos F.C., Zamora F.C.                            |
| Central         | 3   | Aragua F.C., Carabobo F.C., Academia Puerto Cabello                                                          |
| Centroccidental | 2   | A.C. Deportivo Lara, Portuguesa F.C.                                                                         |
| Nor-Oriental    | 2   | Deportivo Anzoátegui S.C., Monagas S.C.                                                                      |
| Zuliana         | 1   | Zulia F.C.                                                                                                   |
| Guayana         | 1   | C.D. Mineros de Guayana                                                                                      |

## Clasificación
| Pos. | Equipo                    | PJ | PG | PE | PP | GF | GC | DG  | Pts. |
| ---- | ------------------------- | -- | -- | -- | -- | -- | -- | --- | ---- |
| 1.   | Carabobo FC               | 17 | 10 | 6  | 1  | 31 | 16 | 15  | 36   |
| 2.   | Zamora FC                 | 17 | 9  | 4  | 4  | 21 | 15 | 6   | 31   |
| 3.   | Caracas FC                | 17 | 9  | 3  | 5  | 22 | 13 | 9   | 30   |
| 4.   | Mineros de Guayana        | 17 | 8  | 6  | 3  | 21 | 14 | 7   | 30   |
| 5.   | Deportivo La Guaira       | 17 | 8  | 4  | 5  | 20 | 16 | 4   | 28   |
| 6.   | Deportivo Lara            | 17 | 7  | 6  | 4  | 21 | 15 | 6   | 27   |
| 7.   | Estudiantes de Mérida     | 17 | 7  | 6  | 4  | 24 | 20 | 4   | 27   |
| 8.   | Aragua FC                 | 17 | 6  | 6  | 5  | 22 | 16 | 6   | 24   |
| 9.   | Portuguesa FC             | 17 | 6  | 5  | 6  | 14 | 22 | –8  | 23   |
| 10.  | Deportivo Táchira         | 17 | 5  | 7  | 5  | 20 | 19 | 1   | 22   |
| 11.  | Atlético Venezuela        | 17 | 6  | 4  | 7  | 21 | 21 | 0   | 22   |
| 12.  | Trujillanos FC            | 17 | 5  | 6  | 6  | 15 | 19 | –4  | 21   |
| 13.  | Zulia FC                  | 17 | 3  | 8  | 6  | 24 | 26 | –2  | 17   |
| 14.  | Academia Puerto Cabello   | 17 | 4  | 5  | 8  | 8  | 14 | –6  | 17   |
| 15.  | Monagas SC                | 17 | 3  | 7  | 7  | 18 | 19 | –1  | 16   |
| 16.  | Estudiantes de Caracas SC | 17 | 3  | 4  | 10 | 12 | 29 | –17 | 13   |
| 17.  | Deportivo Anzoátegui      | 17 | 1  | 9  | 7  | 15 | 25 | –10 | 12   |
| 18.  | Metropolitanos FC         | 17 | 2  | 6  | 9  | 13 | 23 | –10 | 12   |

Fuente: FVF y Mis marcadores.
|  | Clasifica a Liguilla. |

### Evolución en la tabla de posiciones
| Carabobo FC             | 13 | 16 | 6  | 3  | 3  | 4  | 2  | 2  | 3  | 1  | 1  | 1  | 1  | 1  | 2  | 1  | 1  |
| Zamora FC               | 3  | 4  | 2  | 2  | 1  | 1  | 3  | 8  | 6  | 3  | 2  | 3  | 2  | 2  | 3  | 2  | 2  |
| Caracas FC              | 6  | 8  | 15 | 9  | 11 | 14 | 16 | 7  | 4  | 2  | 5  | 4  | 3  | 3  | 1  | 3  | 3  |
| Mineros de Guayana      | 4  | 1  | 3  | 7  | 5  | 2  | 1  | 3  | 5  | 6  | 3  | 2  | 4  | 4  | 4  | 4  | 4  |
| Deportivo La Guaira     | 15 | 7  | 7  | 6  | 4  | 5  | 8  | 6  | 1  | 5  | 4  | 5  | 5  | 6  | 6  | 5  | 5  |
| Deportivo Lara          | 2  | 3  | 4  | 5  | 7  | 11 | 7  | 9  | 10 | 4  | 7  | 8  | 7  | 7  | 6  | 6  | 6  |
| Estudiantes de Mérida   | 12 | 11 | 11 | 16 | 16 | 16 | 11 | 14 | 13 | 14 | 13 | 10 | 7  | 5  | 5  | 7  | 7  |
| Deportivo Táchira       | 9  | 10 | 17 | 14 | 15 | 10 | 12 | 13 | 14 | 8  | 8  | 6  | 6  | 9  | 9  | 8  | 10 |
| Aragua FC               | 17 | 15 | 14 | 18 | 9  | 7  | 9  | 11 | 9  | 11 | 11 | 13 | 11 | 10 | 10 | 9  | 8  |
| Trujillanos FC          | 8  | 9  | 8  | 12 | 6  | 8  | 4  | 1  | 2  | 9  | 10 | 12 | 9  | 11 | 11 | 10 | 12 |
| Portuguesa FC           | 5  | 2  | 1  | 1  | 2  | 3  | 5  | 4  | 8  | 10 | 9  | 9  | 12 | 8  | 8  | 11 | 9  |
| Atlético Venezuela      | 14 | 6  | 9  | 4  | 8  | 9  | 10 | 10 | 12 | 12 | 14 | 11 | 13 | 13 | 14 | 12 | 11 |
| Monagas SC              | 1  | 5  | 5  | 11 | 14 | 15 | 17 | 18 | 18 | 16 | 15 | 15 | 15 | 15 | 15 | 13 | 15 |
| Zulia FC                | 7  | 13 | 12 | 8  | 13 | 6  | 6  | 5  | 7  | 7  | 7  | 8  | 10 | 12 | 12 | 14 | 13 |
| Academia Puerto Cabello | 10 | 14 | 16 | 10 | 12 | 13 | 15 | 12 | 11 | 13 | 12 | 14 | 14 | 14 | 13 | 15 | 14 |
| Estudiantes de Caracas  | 18 | 18 | 10 | 13 | 17 | 18 | 14 | 17 | 16 | 17 | 17 | 18 | 18 | 16 | 16 | 16 | 16 |
| Metropolitanos FC       | 11 | 12 | 13 | 17 | 10 | 12 | 13 | 15 | 17 | 18 | 18 | 17 | 16 | 17 | 17 | 17 | 18 |
| Deportivo Anzoátegui    | 16 | 17 | 18 | 15 | 18 | 17 | 18 | 16 | 15 | 15 | 16 | 16 | 17 | 18 | 18 | 18 | 17 |

## Resultados
- Los horarios corresponden a la hora local de Venezuela (UTC−04:00).

Calendario sujeto a cambios
| Deportivo Lara       | 3 : 2 | Atlético Venezuela      | Estadio Metropolitano de Lara   | 27 de enero | 15:00 | GolTV y TLT     | 3.051 | 6,73 %  |
| Deportivo Anzoátegui | 0 : 1 | Mineros de Guayana      | Estadio José Antonio Anzoátegui | 27 de enero | 16:00 | Sin transmisión | 3.100 | 8,26 %  |
| Monagas              | 4 : 0 | Estudiantes de Caracas  | Estadio Monumental de Maturín   | 27 de enero | 19:00 | GolTV y TLT     | 4.920 | 9,49 %  |
| Metropolitanos FC    | 0 : 0 | Academia Puerto Cabello | Estadio Brigido Iriarte         | 28 de enero | 11:00 | Sin transmisión | 450   | 4,50 %  |
| Deportivo La Guaira  | 1 : 2 | Zamora FC               | Estadio José Antonio Anzoátegui | 28 de enero | 15:00 | GolTV y TLT     | 303   | 0,80 %  |
| Trujillanos FC       | 1 : 1 | Caracas FC              | Estadio José Alberto Pérez      | 28 de enero | 16:00 | Sin transmisión | 1.621 | 6,48 %  |
| Portuguesa FC        | 1 : 0 | Aragua FC               | Estadio José Antonio Páez       | 28 de enero | 19:00 | GolTV y TLT     | 7.580 | 53,85 % |
| Deportivo Táchira    | 1 : 1 | Zulia FC                | Estadio de Pueblo Nuevo         | 29 de enero | 19:00 | GolTV y TLT     | 2.515 | 6,48 %  |
| Carabobo FC          | 2 : 1 | Estudiantes de Mérida   | Polideportivo Misael Delgado    | 25 de marzo | 19:00 | GolTV y TLT     | 1.472 | 14,15 % |

| Mineros de Guayana      | 2 : 1 | Metropolitanos FC     | Cachamay                | 2 de febrero | 19:00 | GolTV y TLT     | 1.433 | 3,44 %  |
| Zamora FC               | 0 : 0 | Deportivo Lara        | Agustín Tovar           | 3 de febrero | 19:00 | GolTV y TLT     | 1.932 | 7,91 %  |
| Caracas FC              | 0 : 0 | Estudiantes de Mérida | Cocodrilos Sport Park   | 4 de febrero | 15:30 | Sin transmisión | 1.989 | 56,82 % |
| Atlético Venezuela      | 1 : 0 | Monagas SC            | Brigido Iriarte         | 4 de febrero | 16:00 | Sin transmisión | 913   | 9,13 %  |
| Academia Puerto Cabello | 0 : 1 | Portuguesa FC         | La Bombonerita          | 4 de febrero | 16:00 | Sin transmisión | 4.732 | 78,86 % |
| Aragua FC               | 0 : 0 | Trujillanos FC        | Hermanos Ghersi         | 4 de febrero | 17:00 | Sin transmisión | 2.417 | 15,10 % |
| Zulia FC                | 0 : 1 | Deportivo La Guaira   | José Encarnación Romero | 4 de febrero | 19:00 | GolTV y TLT     | 4.786 | 11,96 % |
| Estudiantes de Caracas  | 0 : 1 | Carabobo FC           | Estadio de la USM       | 21 de marzo  | 19:00 | Sin transmisión | 883   | 29,43 % |
| Deportivo Táchira       | 2 : 2 | Deportivo Anzoátegui  | Pueblo Nuevo            | 22 de marzo  | 19:00 | GolTV y TLT     | 2.088 | 5,38 %  |

| Portuguesa FC          | 1 : 0 | Mineros de Guayana      | Estadio José Antonio Páez       | 9 de febrero  | 17:30 | Sin transmisión | 5.578            | 39,84 % |
| Monagas                | 1 : 2 | Zamora FC               | Estadio Monumental de Maturín   | 9 de febrero  | 19:00 | GolTV y TLT     | 4.175            | 8,06 %  |
| Estudiantes de Caracas | 1 : 0 | Caracas FC              | Brigido Iriarte                 | 10 de febrero | 17:00 | Sin transmisión | 1.447            | 14,47 % |
| Metropolitanos FC      | 2 : 2 | Deportivo Anzoátegui    | Brigido Iriarte                 | 11 de febrero | 11:00 | Sin transmisión | 921              | 9,21 %  |
| Deportivo Lara         | 3 : 3 | Zulia FC                | Estadio Metropolitano de Lara   | 11 de febrero | 15:00 | Sin transmisión | 1.794            | 3,95    |
| Estudiantes de Mérida  | 1 : 1 | Aragua FC               | Estadio José Antonio Páez       | 11 de febrero | 16:00 | Sin transmisión | A Puerta Cerrada | 0 %     |
| Carabobo FC            | 1 : 0 | Atlético Venezuela      | Polideportivo Misael Delgado    | 11 de febrero | 19:00 | GolTV y TLT     | 678              | 6,51 %  |
| Trujillanos FC         | 0 : 0 | Academia Puerto Cabello | Estadio José Alberto Pérez      | 12 de febrero | 17:00 | Sin transmisión | 1.230            | 4,92 %  |
| Deportivo La Guaira    | 1 : 2 | Deportivo Táchira       | Estadio José Antonio Anzoátegui | 27 de marzo   | 15:30 | GolTV y TLT     | 323              | 0,86 %  |

| Aragua FC               | 1 : 2 | Caracas FC             | Estadio Hermanos Ghersi         | 16 de febrero | 17:00 | Sin transmisión | 3.081 | 19,25 % |
| Deportivo Táchira       | 0 : 0 | Deportivo Lara         | Estadio de Pueblo Nuevo         | 16 de febrero | 19:00 | Sin transmisión | 2.621 | 6,76 %  |
| Deportivo Anzoátegui    | 0 : 0 | Portuguesa FC          | Estadio José Antonio Anzoátegui | 17 de febrero | 15:30 | Sin transmisión | 736   | 1,96 %  |
| Zulia FC                | 2 : 1 | Monagas                | Estadio José Encarnación Romero | 17 de febrero | 16:00 | Sin transmisión | 2.725 | 6,81 %  |
| Academia Puerto Cabello | 2 : 1 | Estudiantes de Mérida  | Complejo Deportivo Socialista   | 17 de febrero | 19:00 | GolTV y TLT     | 5.267 | 87,78 % |
| Deportivo La Guaira     | 1 : 0 | Metropolitanos FC      | Estadio José Antonio Anzoátegui | 18 de febrero | 15:45 | Sin transmisión | 302   | 0,80 %  |
| Atlético Venezuela      | 3 : 1 | Estudiantes de Caracas | Estadio Brigido Iriarte         | 18 de febrero | 17:00 | Sin transmisión | 815   | 8,15 %  |
| Zamora FC               | 0 : 2 | Carabobo FC            | Estadio Agustín Tovar           | 18 de febrero | 19:00 | GolTV y TLT     | 2.380 | 9,75 %  |
| Mineros de Guayana      | 1 : 0 | Trujillanos FC         | Estadio Cachamay                | 24 de marzo   | 19:00 | GolTV y TLT     | 816   | 1,96 %  |

| Carabobo FC            | 3 : 2 | Zulia FC                | Polideportivo Misael Delgado  | 22 de febrero | 19:00 | GolTV y TLT     | 488              | 4,69 %  |
| Monagas                | 2 : 2 | Deportivo Táchira       | Estadio Monumental de Maturín | 23 de febrero | 19:00 | GolTV y TLT     | 3.709            | 7,16 %  |
| Atlético Venezuela     | 0 : 4 | Aragua FC               | Estadio Brigido Iriarte       | 24 de febrero | 11:00 | Sin transmisión | A Puerta Cerrada | 0 %     |
| Estudiantes de Caracas | 0 : 2 | Zamora FC               | Estadio Brigido Iriarte       | 24 de febrero | 17:00 | Sin transmisión | A Puerta Cerrada | 0 %     |
| Portuguesa FC          | 1 : 3 | Metropolitanos FC       | Estadio José Antonio Páez     | 24 de febrero | 19:00 | GolTV y TLT     | 4.640            | 33,14 % |
| Trujillanos FC         | 3 : 1 | Deportivo Anzoátegui    | Estadio José Alberto Pérez    | 25 de febrero | 16:00 | Sin transmisión | 1.030            | 4,12 %  |
| Estudiantes de Mérida  | 1 : 1 | Mineros de Guayana      | Estadio Rafael Calles Pinto   | 25 de febrero | 17:00 | Sin transmisión | 945              | 13,50 % |
| Deportivo Lara         | 0 : 1 | Deportivo La Guaira     | Estadio Metropolitano de Lara | 25 de febrero | 19:00 | GolTV y TLT     | 1.055            | 2,32 %  |
| Caracas FC             | 2 : 0 | Academia Puerto Cabello | Cocodrilos Sport Park         | 27 de marzo   | 16:00 | Sin transmisión | 1.635            | 46,71 % |

| Deportivo Táchira       | 3 : 2 | Carabobo FC            | Estadio de Pueblo Nuevo         | 27 de febrero | 19:00 | Sin transmisión | 2.248 | 5,80 %  |
| Zamora FC               | 1 : 1 | Atlético Venezuela     | Estadio Agustín Tovar           | 27 de febrero | 19:00 | GolTV y TLT     | 1.292 | 5,29 %  |
| Deportivo Anzoátegui    | 1 : 1 | Estudiantes de Mérida  | Estadio José Antonio Anzoátegui | 28 de febrero | 15:30 | Sin transmisión | 1.743 | 4,64 %  |
| Zulia FC                | 4 : 0 | Estudiantes de Caracas | Estadio José Encarnación Romero | 28 de febrero | 16:00 | Sin transmisión | 1.071 | 2,67 %  |
| Metropolitanos FC       | 0 : 0 | Trujillanos FC         | Estadio Brigido Iriarte         | 28 de febrero | 19:00 | Sin transmisión | 491   | 4,91%   |
| Mineros de Guayana      | 2 : 0 | Caracas FC             | Estadio Cachamay                | 28 de febrero | 19:00 | GolTV y TLT     | 1.564 | 3,85 %  |
| Academia Puerto Cabello | 0 : 1 | Aragua FC              | Complejo Deportivo Socialista   | 1 de marzo    | 19:00 | GolTV y TLT     | 4.031 | 67,18 % |
| Deportivo Lara          | 3 : 1 | Portuguesa FC          | Estadio Metropolitano de Lara   | 26 de marzo   | 19:00 | GolTV y TLT     | 1.100 | 2,42 %  |
| Deportivo La Guaira     | 0 : 0 | Monagas                | Estadio José Antonio Anzoátegui | 30 de marzo   | 15:45 | Sin transmisión | 336   | 0,86%   |

| Estudiantes de Caracas | 1 : 0 | Deportivo Táchira       | Estadio Brigido Iriarte         | 3 de marzo  | 16:00 | Sin transmisión | 890              | 8,90 %  |
| Carabobo FC            | 2 : 1 | Deportivo La Guaira     | Polideportivo Misael Delgado    | 3 de marzo  | 19:00 | GolTV y TLT     | 662              | 6,36 %  |
| Trujillanos FC         | 3 : 1 | Portuguesa FC           | Estadio José Alberto Pérez      | 4 de marzo  | 16:00 | Sin transmisión | 1.305            | 5,22 %  |
| Atlético Venezuela     | 1 : 1 | Zulia FC                | Estadio Brigido Iriarte         | 4 de marzo  | 17:00 | Sin transmisión | 576              | 5,76 %  |
| Aragua FC              | 0 : 1 | Mineros de Guayana      | Estadio Hermanos Ghersi         | 4 de marzo  | 17:00 | Sin transmisión | 1.175            | 7,34 %  |
| Estudiantes de Mérida  | 3 : 1 | Metropolitanos FC       | Estadio Metropolitano de Mérida | 4 de marzo  | 19:00 | GolTV y TLT     | A Puerta Cerrada | 0 %     |
| Monagas                | 1 : 2 | Deportivo Lara          | Estadio Monumental de Maturín   | 6 de marzo  | 19:00 | GolTV y TLT     | 2.431            | 4,69 %  |
| Caracas FC             | 4 : 0 | Deportivo Anzoátegui    | Cocodrilos Sport Park           | 14 de marzo | 16:00 | Sin transmisión | 1.136            | 32,45 % |
| Zamora FC              | 0 : 0 | Academia Puerto Cabello | Estadio Agustín Tovar           | 23 de marzo | 19:00 | GolTV y TLT     | 1.598            | 6,55 %  |

| Deportivo Lara       | 0 : 0 | Carabobo FC             | Estadio Metropolitano de Lara   | 9 de marzo  | 19:00 | GolTV y TLT     | 881   | 1,94 %  |
| Deportivo Anzoátegui | 2 : 1 | Aragua FC               | Estadio José Antonio Anzoátegui | 10 de marzo | 15:30 | Sin transmisión | 1.478 | 3,94 %  |
| Portuguesa FC        | 1 : 0 | Estudiantes de Mérida   | Estadio José Antonio Páez       | 10 de marzo | 19:00 | GolTV y TLT     | 4.980 | 35,57 % |
| Metropolitanos FC    | 1 : 2 | Caracas FC              | Estadio Brigido Iriarte         | 11 de marzo | 11:00 | Sin transmisión | 2.020 | 20,20 % |
| Deportivo La Guaira  | 2 : 0 | Estudiantes de Caracas  | Estadio José Antonio Anzoátegui | 11 de marzo | 16:00 | Sin transmisión | 296   | 0,78 %  |
| Trujillanos FC       | 1 : 0 | Monagas                 | Estadio José Alberto Pérez      | 11 de marzo | 16:00 | Sin transmisión | 2.540 | 10,16 % |
| Deportivo Táchira    | 1 : 1 | Atlético Venezuela      | Estadio de Pueblo Nuevo         | 11 de marzo | 17:00 | Sin transmisión | 2.688 | 6,93 %  |
| Zulia FC             | 2 : 0 | Zamora FC               | Estadio José Encarnación Romero | 11 de marzo | 19:00 | GolTV y TLT     | 4.258 | 10,64 % |
| Mineros de Guayana   | 0 : 1 | Academia Puerto Cabello | Estadio Cachamay                | 12 de marzo | 19:00 | GolTV y TLT     | 1.005 | 2,41 %  |

| Carabobo FC             | 2 : 2 | Monagas              | Polideportivo Misael Delgado    | 16 de marzo | 19:00 | GolTV y TLT     | 571   | 5,49 %  |
| Aragua FC               | 2 : 0 | Metropolitanos FC    | Estadio Hermanos Ghersi         | 17 de marzo | 17:00 | Sin transmisión | 2.232 | 13,95 % |
| Academia Puerto Cabello | 0 : 0 | Deportivo Anzoátegui | Complejo Deportivo Socialista   | 17 de marzo | 19:00 | GolTV y TLT     | 6.800 | 90,00 % |
| Atlético Venezuela      | 0 : 1 | Deportivo La Guaira  | Estadio Giuseppe Antonelli      | 18 de marzo | 15:30 | Sin transmisión | 1.550 | 20,66 % |
| Estudiantes de Caracas  | 2 : 2 | Deportivo Lara       | Estadio de la USM               | 18 de marzo | 15:30 | Sin transmisión | 595   | 19,83 % |
| Caracas FC              | 1 : 0 | Portuguesa FC        | Cocodrilos Sport Park           | 18 de marzo | 15:30 | Sin transmisión | 1.680 | 48 %    |
| Mineros de Guayana      | 1 : 1 | Zulia FC             | Estadio Cachamay                | 18 de marzo | 17:00 | Sin transmisión | 1.252 | 3,00 %  |
| Estudiantes de Mérida   | 1 : 1 | Trujillanos FC       | Estadio Metropolitano de Mérida | 18 de marzo | 19:00 | GolTV y TLT     | 4.460 | 10,56 % |
| Zamora FC               | 1 : 0 | Deportivo Táchira    | Estadio Agustín Tovar           | 19 de marzo | 19:00 | GolTV y TLT     | 2.444 | 10,01 % |

| Monagas                | 0 : 0 | Estudiantes de Mérida   | Estadio Monumental de Maturín   | 21 de marzo | 18:00 | Sin transmisión | 2.264 | 4,37 %  |
| Atlético Venezuela     | 1 : 0 | Academia Puerto Cabello | Estadio Giuseppe Antonelli      | 2 de abril  | 15:30 | Sin transmisión | 250   | 3,33 %  |
| Estudiantes de Caracas | 1 : 1 | Aragua FC               | Estadio de la USM               | 2 de abril  | 15:30 | Sin transmisión | 337   | 11,23 % |
| Zulia FC               | 1 : 1 | Deportivo Anzoátegui    | Estadio José Encarnación Romero | 2 de abril  | 19:00 | GolTV y TLT     | 1.102 | 2,75 %  |
| Deportivo La Guaira    | 1 : 1 | Portuguesa FC           | Estadio José Antonio Anzoátegui | 3 de abril  | 15:45 | Sin transmisión | 312   | 0,83 %  |
| Deportivo Lara         | 2 : 0 | Trujillanos FC          | Estadio Metropolitano de Lara   | 3 de abril  | 19:00 | GolTV y TLT     | 1.408 | 3,10 %  |
| Deportivo Táchira      | 3 : 1 | Metropolitanos FC       | Estadio de Pueblo Nuevo         | 4 de abril  | 17:00 | Sin transmisión | 2.325 | 5,99 %  |
| Zamora FC              | 1 : 0 | Mineros de Guayana      | Estadio Agustín Tovar           | 4 de abril  | 19:00 | GolTV y TLT     | 1.806 | 7,40 %  |
| Carabobo FC            | 0 : 0 | Caracas FC              | Polideportivo Misael Delgado    | 5 de abril  | 19:00 | Sin transmisión | 2.637 | 25,35 % |

| Academia Puerto Cabello | 1 : 0 | Estudiantes de Caracas | Complejo Deportivo Socialista   | 6 de abril | 19:00 | GolTV y TLT     | 6.930 | 99,00 % |
| Deportivo Anzoátegui    | 0 : 1 | Zamora FC              | Estadio José Antonio Anzoátegui | 7 de abril | 15:30 | Sin transmisión | 1.000 | 2,66 %  |
| Estudiantes de Mérida   | 2 : 1 | Deportivo Lara         | Estadio Metropolitano de Mérida | 7 de abril | 19.00 | GolTV y TLT     | 3.182 | 7,54 %  |
| Metropolitanos FC       | 1 : 1 | Zulia FC               | Estadio de la USM               | 8 de abril | 15:30 | Sin transmisión | 450   | 15,00 % |
| Aragua FC               | 0 : 1 | Carabobo FC            | Estadio Hermanos Ghersi         | 8 de abril | 15:30 | Sin transmisión | 2.150 | 13,43 % |
| Trujillanos FC          | 1 : 2 | Deportivo La Guaira    | Estadio José Alberto Pérez      | 8 de abril | 17:00 | GolTV y TLT     | 1.870 | 7,48 %  |
| Mineros de Guayana      | 2 : 0 | Atlético Venezuela     | Estadio Cachamay                | 8 de abril | 19:00 | GolTV y TLT     | 997   | 2,39 %  |
| Caracas FC              | 1 : 2 | Monagas                | Cocodrilos Sport Park           | 9 de abril | 15:30 | Sin transmisión | 1.245 | 35,57 % |
| Portuguesa FC           | 0 : 0 | Deportivo Táchira      | Estadio José Antonio Páez       | 9 de abril | 19:00 | GolTV y TLT     | 4.790 | 34,21 % |

| Monagas                | 2 : 2 | Aragua FC               | Estadio Monumental de Maturín   | 25 de marzo | 18:00 | Sin transmisión | 2.247 | 4,33 %  |
| Deportivo Lara         | 0 : 1 | Caracas FC              | Estadio Metropolitano de Lara   | 12 de abril | 19:00 | GolTV y TLT     | 1.675 | 3,69 %  |
| Deportivo Táchira      | 2 : 0 | Trujillanos FC          | Estadio de Pueblo Nuevo         | 13 de abril | 19:00 | GolTV y TLT     | 2.510 | 6,47 %  |
| Deportivo La Guaira    | 1 : 2 | Estudiantes de Mérida   | Estadio José Antonio Anzoátegui | 14 de abril | 15:45 | Sin transmisión | 189   | 0,50 %  |
| Zulia FC               | 2 : 2 | Portuguesa FC           | Estadio José Encarnación Romero | 14 de abril | 19:00 | GolTV y TLT     | 1.376 | 3,44 %  |
| Estudiantes de Caracas | 1 : 2 | Mineros de Guayana      | Estadio de la USM               | 15 de abril | 15:00 | Sin transmisión | 387   | 12,9 %  |
| Atlético Venezuela     | 2 : 1 | Deportivo Anzoátegui    | Estadio Giuseppe Antonelli      | 15 de abril | 15:30 | Sin transmisión | 400   | 5,33 %  |
| Zamora FC              | 2 : 2 | Metropolitanos FC       | Estadio Agustín Tovar           | 15 de abril | 18:00 | Sin transmisión | 2.474 | 10,14 % |
| Carabobo FC            | 3 : 2 | Academia Puerto Cabello | Polideportivo Misael Delgado    | 15 de abril | 19:00 | GolTV y TLT     | 1.870 | 17,98 % |

| Trujillanos FC          | 2 : 0 | Zulia FC               | Estadio José Alberto Pérez      | 20 de abril | 19:00 | GolTV y TLT     | 1.670 | 6,68 %  |
| Aragua FC               | 1 : 0 | Deportivo Lara         | Estadio Hermanos Ghersi         | 21 de abril | 15:30 | Sin transmisión | 187   | 1,16 %  |
| Caracas FC              | 2 : 1 | Deportivo La Guaira    | Cocodrilos Sport Park           | 21 de abril | 15:30 | GolTV y TLT     |       |         |
| Deportivo Anzoátegui    | 1 : 1 | Estudiantes de Caracas | Estadio José Antonio Anzoátegui | 21 de abril | 15:30 | Sin transmisión | 1.050 | 2,80 %  |
| Metropolitanos FC       | 1 : 0 | Atlético Venezuela     | Estadio de la USM               | 22 de abril | 15:30 | Sin transmisión | 257   | 8,56 %  |
| Estudiantes de Mérida   | 2 : 1 | Deportivo Táchira      | Estadio Metropolitano de Mérida | 22 de abril | 16:00 | Sin transmisión | 3.721 | 8,81 %  |
| Portuguesa FC           | 0 : 3 | Zamora FC              | Estadio José Antonio Páez       | 22 de abril | 19.00 | GolTV y TLT     | 3.930 | 28,07 % |
| Mineros de Guayana      | 3 : 3 | Carabobo FC            | Estadio Cachamay                | 23 de abril | 19.00 | GolTV y TLT     | 1.037 | 2,49 %  |
| Academia Puerto Cabello | 1 : 0 | Monagas                | Complejo Deportivo Socialista   | 9 de mayo   | 19:00 | Sin transmisión | 5.300 | 75,71 % |

| Carabobo FC            | 2 : 2 | Deportivo Anzoátegui    | Polideportivo Misael Delgado    | 27 de abril | 19:00 | GolTV y TLT     | 845    | 8,12 %  |
| Deportivo Lara         | 1 : 0 | Academia Puerto Cabello | Estadio Metropolitano de Lara   | 28 de abril | 19:00 | GolTV y TLT     | 1.287  | 2,84 %  |
| Deportivo La Guaira    | 0 : 0 | Aragua FC               | Estadio José Antonio Anzoátegui | 29 de abril | 15:30 | Sin transmisión | 205    | 0,54 %  |
| Estudiantes de Caracas | 1 : 0 | Metropolitanos FC       | Estadio de la USM               | 29 de abril | 15:30 | Sin transmisión | 559    | 18,63 % |
| Atlético Venezuela     | 1 : 2 | Portuguesa FC           | Estadio Giuseppe Antonelli      | 29 de abril | 15:30 | Sin transmisión | 270    | 3,59 %  |
| Zulia FC               | 1 : 2 | Estudiantes de Mérida   | Estadio José Encarnación Romero | 29 de abril | 16:00 | Sin transmisión | 1.743  | 4,35 %  |
| Zamora FC              | 3 : 0 | Trujillanos FC          | Estadio Agustín Tovar           | 29 de abril | 19:00 | GolTV y TLT     | 2.820  | 11,55 % |
| Monagas                | 1 : 1 | Mineros de Guayana      | Estadio Monumental de Maturín   | 30 de abril | 18:00 | Sin transmisión | 4.698  | 9,07 %  |
| Deportivo Táchira      | 0 : 3 | Caracas FC              | Estadio de Pueblo Nuevo         | 30 de abril | 19:00 | GolTV y TLT     | 27.458 | 70,85 % |

| Academia Puerto Cabello | 1 : 2 | Deportivo La Guaira    | Complejo Deportivo Socialista   | 4 de mayo | 19:00 | GolTV y TLT     | 6.730  | 96,14 % |
| Aragua FC               | 1 : 1 | Deportivo Táchira      | Estadio Hermanos Ghersi         | 5 de mayo | 15:30 | GolTV y TLT     | 2.707  | 16,91 % |
| Deportivo Anzoátegui    | 1 : 1 | Monagas                | Estadio José Antonio Anzoátegui | 5 de mayo | 15:30 | Sin transmisión | 3.900  | 10,40 % |
| Estudiantes de Mérida   | 3 : 0 | Zamora FC              | Estadio Metropolitano de Mérida | 5 de mayo | 16:00 | Sin transmisión | 10.150 | 24,05 % |
| Metropolitanos FC       | 0 : 0 | Carabobo FC            | Estadio de la USM               | 6 de mayo | 15:30 | Sin transmisión | 253    | 8,43 %  |
| Caracas FC              | 3 : 1 | Zulia FC               | Cocodrilos Sport Park           | 6 de mayo | 15:30 | Sin transmisión | 1.703  | 48,65 % |
| Trujillanos FC          | 2 : 2 | Atlético Venezuela     | Estadio José Alberto Pérez      | 6 de mayo | 16:00 | Sin transmisión | 690    | 2,76 %  |
| Portuguesa FC           | 1 : 1 | Estudiantes de Caracas | Estadio Hermanos Ghersi         | 6 de mayo | 16:00 | Sin transmisión | 495    | 3,09 %  |
| Mineros de Guayana      | 1 : 1 | Deportivo Lara         | Estadio Cachamay                | 6 de mayo | 19:00 | GolTV y TLT     | 913    | 2,19 %  |

| Deportivo La Guaira    | 2 : 2 | Mineros de Guayana      | Estadio José Antonio Anzoátegui | 12 de mayo | 16:00 | Sin transmisión | 218   | 0,58 %  |
| Deportivo Lara         | 1 : 0 | Deportivo Anzoátegui    | Estadio Metropolitano de Lara   | 12 de mayo | 17:00 | GolTV y TLT     | 1.413 | 3,11 %  |
| Monagas                | 1 : 0 | Metropolitanos FC       | Estadio Monumental de Maturín   | 12 de mayo | 18:00 | Sin transmisión | 1.125 | 2,17 %  |
| Carabobo FC            | 4 : 0 | Portuguesa FC           | Polideportivo Misael Delgado    | 13 de mayo | 15:30 | GolTV y TLT     | 1.919 | 18,45 % |
| Zulia FC               | 2 : 4 | Aragua FC               | Estadio José Encarnación Romero | 13 de mayo | 15:30 | Sin transmisión | 1.143 | 2,85 %  |
| Atlético Venezuela     | 4 : 0 | Estudiantes de Mérida   | Estadio Giuseppe Antonelli      | 13 de mayo | 15:30 | Sin transmisión | 318   | 4,24 %  |
| Deportivo Táchira      | 2 : 0 | Academia Puerto Cabello | Estadio de Pueblo Nuevo         | 13 de mayo | 15:30 | Sin transmisión | 1.996 | 5,15 %  |
| Estudiantes de Caracas | 0 : 1 | Trujillanos FC          | Estadio de la USM               | 13 de mayo | 15:30 | Sin transmisión | 347   | 11,56 % |
| Zamora FC              | 1 : 0 | Caracas FC              | Estadio Agustín Tovar           | 13 de mayo | 18:00 | GolTV y TLT     | 3.944 | 16,16 % |

| Aragua FC               | 3 : 2 | Zamora FC              | Estadio Hermanos Ghersi         | 18 de mayo | 15:30 | Sin transmisión | 3.026            | 18,91 % |
| Deportivo Anzoátegui    | 1 : 2 | Deportivo La Guaira    | Estadio José Antonio Anzoátegui | 18 de mayo | 15:30 | Sin transmisión | 895              | 2,38 %  |
| Academia Puerto Cabello | 0 : 0 | Zulia FC               | Complejo Deportivo Socialista   | 18 de mayo | 15:30 | Sin transmisión | 5.780            | 82,57 % |
| Portuguesa FC           | 1 : 0 | Monagas                | Estadio José Antonio Páez       | 18 de mayo | 15:30 | Sin transmisión | 1.710            | 12,21 % |
| Estudiantes de Mérida   | 4 : 2 | Estudiantes de Caracas | Estadio Metropolitano de Mérida | 18 de mayo | 15:30 | Sin transmisión | 5.850            | 13,86 % |
| Caracas FC              | 0 : 2 | Atlético Venezuela     | Cocodrilos Sport Park           | 18 de mayo | 15:30 | Sin transmisión | 1.651            | 47,17 % |
| Trujillanos FC          | 0 : 3 | Carabobo FC            | Estadio José Alberto Pérez      | 18 de mayo | 15:30 | Sin transmisión | A Puerta Cerrada | 0 %     |
| Mineros de Guayana      | 1 : 0 | Deportivo Táchira      | Estadio Cachamay                | 18 de mayo | 15:30 | GolTV y TLT     | 919              | 2,20 %  |
| Metropolitanos FC       | 0 : 2 | Deportivo Lara         | Estadio de la USM               | 19 de mayo | 15:30 | Sin transmisión | A Puerta Cerrada | 0 %     |

## Liguilla
La Liguilla se jugará cuando finalice el Todos Contra Todos, donde los ocho mejores clubes jugarán por un cupo a la Copa Sudamericana 2019 y otro cupo a la Copa Libertadores 2019. El partido de vuelta se juega en casa del equipo que haya obtenido mejor posición durante el torneo regular.
|  | Cuartos de final | Cuartos de final      | Cuartos de final | Cuartos de final   | Cuartos de final |   |   | Semifinales | Semifinales | Semifinales | Semifinales | Semifinales |  |   | Final              | Final | Final | Final | Final |  |
|  |                  |                       |                  |                    |                  |   |   |             |             |             |             |             |  |   |                    |       |       |       |       |  |
|  |                  |                       |                  |                    |                  |   |   |             |             |             |             |             |  |   |                    |       |       |       |       |  |
|  | 1                | Carabobo FC           | 0                | 2                  | 2                |   |   |             |             |             |             |             |  |   |                    |       |       |       |       |  |
|  | 1                | Carabobo FC           | 0                | 2                  | 2                |   |   |             |             |             |             |             |  |   |                    |       |       |       |       |  |
|  | 8                | Aragua FC             | 0                | 0                  | 0                |   |   |             |             |             |             |             |  |   |                    |       |       |       |       |  |
|  | 8                | Aragua FC             | 0                | 0                  | 0                |   | 1 | Carabobo FC | 1           | 2           | 3           |             |  |   |                    |       |       |       |       |  |
|  |                  |                       |                  |                    |                  |   | 1 | Carabobo FC | 1           | 2           | 3           |             |  |   |                    |       |       |       |       |  |
|  |                  |                       | 4                | Mineros de Guayana | 1                | 3 | 4 |             |             |             |             |             |  |   |                    |       |       |       |       |  |
|  | 4                | Mineros de Guayana    | 4                | Mineros de Guayana | 1                | 3 | 4 | 0           | 2           | 2           |             |             |  |   |                    |       |       |       |       |  |
|  | 4                | Mineros de Guayana    |                  |                    |                  |   |   |             |             | 2           |             |             |  |   |                    |       |       |       |       |  |
|  | 5                | Deportivo La Guaira   | 0                | 0                  | 0                |   |   |             |             |             |             |             |  |   |                    |       |       |       |       |  |
|  | 5                | Deportivo La Guaira   | 0                | 0                  | 0                |   |   |             |             |             |             |             |  | 4 | Mineros de Guayana | 1     | 0     | 1     |       |  |
|  |                  |                       |                  |                    |                  |   |   |             |             |             |             |             |  | 4 | Mineros de Guayana | 1     | 0     | 1     |       |  |
|  |                  |                       | 2                | Zamora FC          | 1                | 1 | 2 |             |             |             |             |             |  |   |                    |       |       |       |       |  |
|  | 2                | Zamora FC             | 2                | Zamora FC          | 1                | 1 | 2 | 3           | 3           | 6           |             |             |  |   |                    |       |       |       |       |  |
|  | 2                | Zamora FC             |                  |                    |                  |   |   |             |             | 6           |             |             |  |   |                    |       |       |       |       |  |
|  | 7                | Estudiantes de Mérida | 1                | 1                  | 2                |   |   |             |             |             |             |             |  |   |                    |       |       |       |       |  |
|  | 7                | Estudiantes de Mérida | 1                | 1                  | 2                |   | 2 | Zamora FC   | 1           | 3           | 4           |             |  |   |                    |       |       |       |       |  |
|  |                  |                       |                  |                    |                  |   | 2 | Zamora FC   | 1           | 3           | 4           |             |  |   |                    |       |       |       |       |  |
|  |                  |                       | 3                | Caracas FC         | 0                | 2 | 2 |             |             |             |             |             |  |   |                    |       |       |       |       |  |
|  | 3                | Caracas FC            | 3                | Caracas FC         | 0                | 2 | 2 | 3           | 2           | 5           |             |             |  |   |                    |       |       |       |       |  |
|  | 3                | Caracas FC            |                  |                    |                  |   |   |             |             | 5           |             |             |  |   |                    |       |       |       |       |  |
|  | 6                | ACD Lara              | 1                | 0                  | 1                |   |   |             |             |             |             |             |  |   |                    |       |       |       |       |  |
|  | 6                | ACD Lara              | 1                | 0                  | 1                |   |   |             |             |             |             |             |  |   |                    |       |       |       |       |  |
|  |                  |                       |                  |                    |                  |   |   |             |             |             |             |             |  |   |                    |       |       |       |       |  |

### Cuartos de final
- La hora de cada encuentro corresponde al huso horario que rige a Venezuela (UTC-4)

#### Carabobo FC-Aragua FC
| 26 de mayo de 2018, 17:00 | Aragua FC | 0:0     | Carabobo FC | Estadio Hermanos Ghersi, Maracay                                        |                                                                         |
|                           |           | Reporte |             | Asistencia: 3.080 espectadores Árbitro(s): Juan Soto Transmisión: / TLT | Asistencia: 3.080 espectadores Árbitro(s): Juan Soto Transmisión: / TLT |

| 30 de mayo de 2018, 17:00 | Carabobo FC                                | 2:0 (1:0) | Aragua FC | Polideportivo Misael Delgado, Valencia                                    |                                                                           |
|                           | Maurice Cova 39' · Christopher Montana 89' | Reporte   |           | Asistencia: 3.301 espectadores Árbitro(s): José Argote Transmisión: / TLT | Asistencia: 3.301 espectadores Árbitro(s): José Argote Transmisión: / TLT |

#### Mineros de Guayana-Deportivo La Guaira
| 26 de mayo de 2018, 19:30 | Deportivo La Guaira | 0:0     | Mineros de Guayana | Estadio José Antonio Anzoátegui, Puerto La Cruz                           |                                                                           |
|                           |                     | Reporte |                    | Asistencia: 520 espectadores Árbitro(s): Ángel Arteaga Transmisión: / TLT | Asistencia: 520 espectadores Árbitro(s): Ángel Arteaga Transmisión: / TLT |

| 30 de mayo de 2018, 19:00 | Mineros de Guayana       | 2:0 (0:0) | Deportivo La Guaira | Estadio Cachamay, Puerto Ordaz                                                   |                                                                                  |
|                           | Richard Blanco 47' 90+1' | Reporte   |                     | Asistencia: 1.261 espectadores Árbitro(s): Orlando Bracamonte Transmisión: / TLT | Asistencia: 1.261 espectadores Árbitro(s): Orlando Bracamonte Transmisión: / TLT |

### Zamora FC-Estudiantes de Mérida
| 27 de mayo de 2018, 17:00 | Estudiantes de Mérida | 1:3 (0:1) | Zamora FC                                                    | Estadio Metropolitano de Mérida, Mérida                                         |                                                                                 |
|                           | Javier Jaramillo 77'  | Reporte   | 42' Antonio Romero · 55' Anthony Uribe · 66' Mayker González | Asistencia: 10.325 espectadores Árbitro(s): Jesús Valenzuela Transmisión: / TLT | Asistencia: 10.325 espectadores Árbitro(s): Jesús Valenzuela Transmisión: / TLT |

| 31 de mayo de 2018, 17:00 | Zamora FC                                      | 3:1 (2:1) | Estudiantes de Mérida | Estadio Agustín Tovar, Barinas                                              |                                                                             |
|                           | Erickson Gallardo 35' 38' · Antonio Romero 49' | Reporte   | 39' Edson Rivas       | Asistencia: 5.398 espectadores Árbitro(s): Fredy Briceño Transmisión: / TLT | Asistencia: 5.398 espectadores Árbitro(s): Fredy Briceño Transmisión: / TLT |

#### Caracas FC-ACD Lara
| 27 de mayo de 2018, 19:30 | ACD Lara        | 1:3 (1:2) | Caracas FC                                           | Estadio Metropolitano de Lara, Cabudare                                      |                                                                              |
|                           | Juan Falcón 26' | Reporte   | 32' Robert Hernández · 35' 72' Fernando Aristiguieta | Asistencia: 6.485 espectadores Árbitro(s): José Luis Hoyo Transmisión: / TLT | Asistencia: 6.485 espectadores Árbitro(s): José Luis Hoyo Transmisión: / TLT |

| 31 de mayo de 2018, 19:00 | Caracas FC                    | 2:0 (1:0) | ACD Lara | Estadio Hermanos Ghersi, Maracay                                             |                                                                              |
|                           | Fernando Aristeguieta 31' 76' | Reporte   |          | Asistencia: 1.250 espectadores Árbitro(s): Alexis Herrera Transmisión: / TLT | Asistencia: 1.250 espectadores Árbitro(s): Alexis Herrera Transmisión: / TLT |

### Semifinal

#### Carabobo FC-Mineros de Guayana
| 2 de junio de 2018, 19:00 | Mineros de Guayana | 1:1 (1:0) | Carabobo FC          | Estadio Cachamay, Puerto Ordaz                                                |                                                                               |
|                           | Angelo Peña 40'    | Reporte   | 54' Marlon Fernández | Asistencia: 1.151 espectadores Árbitro(s): Francisco López Transmisión: / TLT | Asistencia: 1.151 espectadores Árbitro(s): Francisco López Transmisión: / TLT |

| 6 de junio de 2018, 19:00 | Carabobo FC                          | 2:3 (2:1) | Mineros de Guayana                                         | Polideportivo Misael Delgado, Valencia                                         |                                                                                |
|                           | Maurice Cova 40' · Carlos Rivero 45' | Reporte   | 30' Angelo Peña · 80' Julio Machado · 90+5' Richard Blanco | Asistencia: 5.560 espectadores Árbitro(s): Jesús Valenzuela Transmisión: / TLT | Asistencia: 5.560 espectadores Árbitro(s): Jesús Valenzuela Transmisión: / TLT |

#### Zamora FC-Caracas FC
| 3 de junio de 2018, 19:00 | Caracas FC | 0:1 (0:0) | Zamora FC         | Estadio Hermanos Ghersi, Maracay                                            |                                                                             |
|                           |            | Reporte   | Gustavo Rojas 59' | Asistencia: 1.360 espectadores Árbitro(s): Ángel Arteaga Transmisión: / TLT | Asistencia: 1.360 espectadores Árbitro(s): Ángel Arteaga Transmisión: / TLT |

| 7 de junio de 2018, 19:00 | Zamora FC                                              | 3:2 (2:1) | Caracas FC                              | Estadio Agustín Tovar, Barinas                                                  |                                                                                 |
|                           | Ángel Osorio 2' · Danny Pérez 25' · Antonio Romero 78' | Reporte   | 10' Edwuin Pernía · 90+2' Jesús Arrieta | Asistencia: 15.208 espectadores Árbitro(s): Marlon Escalante Transmisión: / TLT | Asistencia: 15.208 espectadores Árbitro(s): Marlon Escalante Transmisión: / TLT |

### Final

#### Ida
| 22    | Guardameta     | Mario Santilli   |     |
| 1     | Defensa        | Ángel Faría      |     |
| 13    | Defensa        | Anthony Matos    |     |
| 14    | Defensa        | José Marrufo     |     |
| 30    | Defensa        | José Granados    |     |
| 15    | Centrocampista | Yaimil Medina    | 84' |
| 20    | Centrocampista | Pedro Valdés     | 65' |
| 18    | Centrocampista | Nelson Hernández |     |
| 10    | Centrocampista | Angelo Peña      | 79' |
| 9     | Delantero      | Richard Blanco   |     |
| 11    | Delantero      | Charlis Ortiz    |     |
| D. T. | D. T.          | Juan Tolisano    |     |

| 1     | Guardameta     | Joel Graterol     |     |
| 17    | Defensa        | Kevin De la Hoz   |     |
| 23    | Defensa        | Óscar Hernández   |     |
| 5     | Defensa        | Jorge González    |     |
| 12    | Defensa        | Mayker González   |     |
| 27    | Centrocampista | José Soto         |     |
| 6     | Centrocampista | Christian Makoun  |     |
| 7     | Centrocampista | Erickson Gallardo |     |
| 10    | Centrocampista | Gustavo Rojas     | 86' |
| 19    | Centrocampista | Antonio Romero    | 82' |
| 18    | Delantero      | Ángel Osorio      | 73' |
| D. T. | D. T.          | Alí Cañas         |     |

| 7  | Centrocampista | Argenis Gómez  | 65' |
| 21 | Delantero      | Johan Arrieche | 79' |
| 24 | Delantero      | Brayan Hurtado | 84' |

| 30 | Delantero | Danny Pérez   | 73' |
| 9  | Delantero | Anthony Uribe | 82' |
| 20 | Delantero | Jorge Páez    | 86' |

| 71' | Argenis Gómez | 1:1 |

| 68' | Antonio Romero | 0:1 |

| 24' · 73' | Pedro Valdés Charlis Ortiz |

| Principal  | Alexis Herrera     |
| Asistentes | Jorge urrego       |
|            | Migdalia Rodríguez |
| Cuarto     | Emikar Caldera     |

| 22    | Guardameta     | Mario Santilli   |     |
| 1     | Defensa        | Ángel Faría      |     |
| 13    | Defensa        | Anthony Matos    |     |
| 14    | Defensa        | José Marrufo     |     |
| 30    | Defensa        | José Granados    |     |
| 15    | Centrocampista | Yaimil Medina    | 84' |
| 20    | Centrocampista | Pedro Valdés     | 65' |
| 18    | Centrocampista | Nelson Hernández |     |
| 10    | Centrocampista | Angelo Peña      | 79' |
| 9     | Delantero      | Richard Blanco   |     |
| 11    | Delantero      | Charlis Ortiz    |     |
| D. T. | D. T.          | Juan Tolisano    |     |

| 1     | Guardameta     | Joel Graterol     |     |
| 17    | Defensa        | Kevin De la Hoz   |     |
| 23    | Defensa        | Óscar Hernández   |     |
| 5     | Defensa        | Jorge González    |     |
| 12    | Defensa        | Mayker González   |     |
| 27    | Centrocampista | José Soto         |     |
| 6     | Centrocampista | Christian Makoun  |     |
| 7     | Centrocampista | Erickson Gallardo |     |
| 10    | Centrocampista | Gustavo Rojas     | 86' |
| 19    | Centrocampista | Antonio Romero    | 82' |
| 18    | Delantero      | Ángel Osorio      | 73' |
| D. T. | D. T.          | Alí Cañas         |     |

| 7  | Centrocampista | Argenis Gómez  | 65' |
| 21 | Delantero      | Johan Arrieche | 79' |
| 24 | Delantero      | Brayan Hurtado | 84' |

| 30 | Delantero | Danny Pérez   | 73' |
| 9  | Delantero | Anthony Uribe | 82' |
| 20 | Delantero | Jorge Páez    | 86' |

| 71' | Argenis Gómez | 1:1 |

| 68' | Antonio Romero | 0:1 |

| 24' · 73' | Pedro Valdés Charlis Ortiz |

| Principal  | Alexis Herrera     |
| Asistentes | Jorge urrego       |
|            | Migdalia Rodríguez |
| Cuarto     | Emikar Caldera     |

| 22    | Guardameta     | Mario Santilli   |     |
| 1     | Defensa        | Ángel Faría      |     |
| 13    | Defensa        | Anthony Matos    |     |
| 14    | Defensa        | José Marrufo     |     |
| 30    | Defensa        | José Granados    |     |
| 15    | Centrocampista | Yaimil Medina    | 84' |
| 20    | Centrocampista | Pedro Valdés     | 65' |
| 18    | Centrocampista | Nelson Hernández |     |
| 10    | Centrocampista | Angelo Peña      | 79' |
| 9     | Delantero      | Richard Blanco   |     |
| 11    | Delantero      | Charlis Ortiz    |     |
| D. T. | D. T.          | Juan Tolisano    |     |

| 1     | Guardameta     | Joel Graterol     |     |
| 17    | Defensa        | Kevin De la Hoz   |     |
| 23    | Defensa        | Óscar Hernández   |     |
| 5     | Defensa        | Jorge González    |     |
| 12    | Defensa        | Mayker González   |     |
| 27    | Centrocampista | José Soto         |     |
| 6     | Centrocampista | Christian Makoun  |     |
| 7     | Centrocampista | Erickson Gallardo |     |
| 10    | Centrocampista | Gustavo Rojas     | 86' |
| 19    | Centrocampista | Antonio Romero    | 82' |
| 18    | Delantero      | Ángel Osorio      | 73' |
| D. T. | D. T.          | Alí Cañas         |     |

| 7  | Centrocampista | Argenis Gómez  | 65' |
| 21 | Delantero      | Johan Arrieche | 79' |
| 24 | Delantero      | Brayan Hurtado | 84' |

| 30 | Delantero | Danny Pérez   | 73' |
| 9  | Delantero | Anthony Uribe | 82' |
| 20 | Delantero | Jorge Páez    | 86' |

| 71' | Argenis Gómez | 1:1 |

| 68' | Antonio Romero | 0:1 |

| 24' · 73' | Pedro Valdés Charlis Ortiz |

| Principal  | Alexis Herrera     |
| Asistentes | Jorge urrego       |
|            | Migdalia Rodríguez |
| Cuarto     | Emikar Caldera     |

| 22    | Guardameta     | Mario Santilli   |     |
| 1     | Defensa        | Ángel Faría      |     |
| 13    | Defensa        | Anthony Matos    |     |
| 14    | Defensa        | José Marrufo     |     |
| 30    | Defensa        | José Granados    |     |
| 15    | Centrocampista | Yaimil Medina    | 84' |
| 20    | Centrocampista | Pedro Valdés     | 65' |
| 18    | Centrocampista | Nelson Hernández |     |
| 10    | Centrocampista | Angelo Peña      | 79' |
| 9     | Delantero      | Richard Blanco   |     |
| 11    | Delantero      | Charlis Ortiz    |     |
| D. T. | D. T.          | Juan Tolisano    |     |

| 1     | Guardameta     | Joel Graterol     |     |
| 17    | Defensa        | Kevin De la Hoz   |     |
| 23    | Defensa        | Óscar Hernández   |     |
| 5     | Defensa        | Jorge González    |     |
| 12    | Defensa        | Mayker González   |     |
| 27    | Centrocampista | José Soto         |     |
| 6     | Centrocampista | Christian Makoun  |     |
| 7     | Centrocampista | Erickson Gallardo |     |
| 10    | Centrocampista | Gustavo Rojas     | 86' |
| 19    | Centrocampista | Antonio Romero    | 82' |
| 18    | Delantero      | Ángel Osorio      | 73' |
| D. T. | D. T.          | Alí Cañas         |     |

| 7  | Centrocampista | Argenis Gómez  | 65' |
| 21 | Delantero      | Johan Arrieche | 79' |
| 24 | Delantero      | Brayan Hurtado | 84' |

| 30 | Delantero | Danny Pérez   | 73' |
| 9  | Delantero | Anthony Uribe | 82' |
| 20 | Delantero | Jorge Páez    | 86' |

| 71' | Argenis Gómez | 1:1 |

| 68' | Antonio Romero | 0:1 |

| 24' · 73' | Pedro Valdés Charlis Ortiz |

| Principal  | Alexis Herrera     |
| Asistentes | Jorge urrego       |
|            | Migdalia Rodríguez |
| Cuarto     | Emikar Caldera     |

#### Vuelta
| 1     | Guardameta     | Joel Graterol    |     |
| 3     | Defensa        | Carlos Castro    | 78' |
| 2     | Defensa        | Javier Maldonado |     |
| 5     | Defensa        | Jorge González   |     |
| 12    | Defensa        | Mayker González  |     |
| 27    | Centrocampista | José Soto        |     |
| 23    | Centrocampista | Óscar Hernández  |     |
| 30    | Centrocampista | Danny Pérez      |     |
| 10    | Centrocampista | Gustavo Rojas    |     |
| 19    | Centrocampista | Antonio Romero   | 86' |
| 9     | Delantero      | Anthony Uribe    | 70' |
| D. T. | D. T.          | Alí Cañas        |     |

| 22    | Guardameta     | Mario Santilli |     |
| 1     | Defensa        | Ángel Faría    |     |
| 14    | Defensa        | José Marrufo   |     |
| 5     | Defensa        | Julio Machado  |     |
| 30    | Defensa        | José Granados  | 49' |
| 19    | Centrocampista | Francisco Pol  |     |
| 15    | Centrocampista | Yaimil Medina  | 71' |
| 24    | Centrocampista | Bryan Hurtado  | 60' |
| 10    | Centrocampista | Angelo Peña    |     |
| 9     | Delantero      | Richard Blanco |     |
| 21    | Delantero      | Johan Arrieche |     |
| D. T. | D. T.          | Juan Tolisano  |     |

| 7  | Centrocampista | Erickson Gallardo | 70' |
| 17 | Defensa        | Kevin De la Hoz   | 78' |
| 18 | Delantero      | Ángel Osorio      | 85' |

| 13 | Defensa        | Anthony Matos   | 49' |
| 17 | Centrocampista | Rodderyk Perozo | 60' |
| 9  | Centrocampista | Argenis Gómez   | 71' |

| 73' | Erickson Gallardo | 1:0 |

| 45' · 59' · 74' | Óscar Hernández Carlos Castro Erickson Gallardo |

| 16' · 29' · 39' · 85' | Francisco Pol Julio Machado Angelo Peña Ángel Faría |

| Principal  | José Argote         |
| Asistentes | Carlos López        |
|            | Francheskoly Chacón |
| Cuarto     | Orlando Bracamonte  |

| 1     | Guardameta     | Joel Graterol    |     |
| 3     | Defensa        | Carlos Castro    | 78' |
| 2     | Defensa        | Javier Maldonado |     |
| 5     | Defensa        | Jorge González   |     |
| 12    | Defensa        | Mayker González  |     |
| 27    | Centrocampista | José Soto        |     |
| 23    | Centrocampista | Óscar Hernández  |     |
| 30    | Centrocampista | Danny Pérez      |     |
| 10    | Centrocampista | Gustavo Rojas    |     |
| 19    | Centrocampista | Antonio Romero   | 86' |
| 9     | Delantero      | Anthony Uribe    | 70' |
| D. T. | D. T.          | Alí Cañas        |     |

| 22    | Guardameta     | Mario Santilli |     |
| 1     | Defensa        | Ángel Faría    |     |
| 14    | Defensa        | José Marrufo   |     |
| 5     | Defensa        | Julio Machado  |     |
| 30    | Defensa        | José Granados  | 49' |
| 19    | Centrocampista | Francisco Pol  |     |
| 15    | Centrocampista | Yaimil Medina  | 71' |
| 24    | Centrocampista | Bryan Hurtado  | 60' |
| 10    | Centrocampista | Angelo Peña    |     |
| 9     | Delantero      | Richard Blanco |     |
| 21    | Delantero      | Johan Arrieche |     |
| D. T. | D. T.          | Juan Tolisano  |     |

| 7  | Centrocampista | Erickson Gallardo | 70' |
| 17 | Defensa        | Kevin De la Hoz   | 78' |
| 18 | Delantero      | Ángel Osorio      | 85' |

| 13 | Defensa        | Anthony Matos   | 49' |
| 17 | Centrocampista | Rodderyk Perozo | 60' |
| 9  | Centrocampista | Argenis Gómez   | 71' |

| 73' | Erickson Gallardo | 1:0 |

| 45' · 59' · 74' | Óscar Hernández Carlos Castro Erickson Gallardo |

| 16' · 29' · 39' · 85' | Francisco Pol Julio Machado Angelo Peña Ángel Faría |

| Principal  | José Argote         |
| Asistentes | Carlos López        |
|            | Francheskoly Chacón |
| Cuarto     | Orlando Bracamonte  |

| 1     | Guardameta     | Joel Graterol    |     |
| 3     | Defensa        | Carlos Castro    | 78' |
| 2     | Defensa        | Javier Maldonado |     |
| 5     | Defensa        | Jorge González   |     |
| 12    | Defensa        | Mayker González  |     |
| 27    | Centrocampista | José Soto        |     |
| 23    | Centrocampista | Óscar Hernández  |     |
| 30    | Centrocampista | Danny Pérez      |     |
| 10    | Centrocampista | Gustavo Rojas    |     |
| 19    | Centrocampista | Antonio Romero   | 86' |
| 9     | Delantero      | Anthony Uribe    | 70' |
| D. T. | D. T.          | Alí Cañas        |     |

| 22    | Guardameta     | Mario Santilli |     |
| 1     | Defensa        | Ángel Faría    |     |
| 14    | Defensa        | José Marrufo   |     |
| 5     | Defensa        | Julio Machado  |     |
| 30    | Defensa        | José Granados  | 49' |
| 19    | Centrocampista | Francisco Pol  |     |
| 15    | Centrocampista | Yaimil Medina  | 71' |
| 24    | Centrocampista | Bryan Hurtado  | 60' |
| 10    | Centrocampista | Angelo Peña    |     |
| 9     | Delantero      | Richard Blanco |     |
| 21    | Delantero      | Johan Arrieche |     |
| D. T. | D. T.          | Juan Tolisano  |     |

| 7  | Centrocampista | Erickson Gallardo | 70' |
| 17 | Defensa        | Kevin De la Hoz   | 78' |
| 18 | Delantero      | Ángel Osorio      | 85' |

| 13 | Defensa        | Anthony Matos   | 49' |
| 17 | Centrocampista | Rodderyk Perozo | 60' |
| 9  | Centrocampista | Argenis Gómez   | 71' |

| 73' | Erickson Gallardo | 1:0 |

| 45' · 59' · 74' | Óscar Hernández Carlos Castro Erickson Gallardo |

| 16' · 29' · 39' · 85' | Francisco Pol Julio Machado Angelo Peña Ángel Faría |

| Principal  | José Argote         |
| Asistentes | Carlos López        |
|            | Francheskoly Chacón |
| Cuarto     | Orlando Bracamonte  |

| 1     | Guardameta     | Joel Graterol    |     |
| 3     | Defensa        | Carlos Castro    | 78' |
| 2     | Defensa        | Javier Maldonado |     |
| 5     | Defensa        | Jorge González   |     |
| 12    | Defensa        | Mayker González  |     |
| 27    | Centrocampista | José Soto        |     |
| 23    | Centrocampista | Óscar Hernández  |     |
| 30    | Centrocampista | Danny Pérez      |     |
| 10    | Centrocampista | Gustavo Rojas    |     |
| 19    | Centrocampista | Antonio Romero   | 86' |
| 9     | Delantero      | Anthony Uribe    | 70' |
| D. T. | D. T.          | Alí Cañas        |     |

| 22    | Guardameta     | Mario Santilli |     |
| 1     | Defensa        | Ángel Faría    |     |
| 14    | Defensa        | José Marrufo   |     |
| 5     | Defensa        | Julio Machado  |     |
| 30    | Defensa        | José Granados  | 49' |
| 19    | Centrocampista | Francisco Pol  |     |
| 15    | Centrocampista | Yaimil Medina  | 71' |
| 24    | Centrocampista | Bryan Hurtado  | 60' |
| 10    | Centrocampista | Angelo Peña    |     |
| 9     | Delantero      | Richard Blanco |     |
| 21    | Delantero      | Johan Arrieche |     |
| D. T. | D. T.          | Juan Tolisano  |     |

| 7  | Centrocampista | Erickson Gallardo | 70' |
| 17 | Defensa        | Kevin De la Hoz   | 78' |
| 18 | Delantero      | Ángel Osorio      | 85' |

| 13 | Defensa        | Anthony Matos   | 49' |
| 17 | Centrocampista | Rodderyk Perozo | 60' |
| 9  | Centrocampista | Argenis Gómez   | 71' |

| 73' | Erickson Gallardo | 1:0 |

| 45' · 59' · 74' | Óscar Hernández Carlos Castro Erickson Gallardo |

| 16' · 29' · 39' · 85' | Francisco Pol Julio Machado Angelo Peña Ángel Faría |

| Principal  | José Argote         |
| Asistentes | Carlos López        |
|            | Francheskoly Chacón |
| Cuarto     | Orlando Bracamonte  |

| Campeón                                                   |
| Bandera del estado Barinas                                |
| Zamora FC torneo corto Clasifica a Copa Libertadores 2019 |

## Tabla de goleadores
| Jugador                                                                       | Equipo              | Goles |
| ----------------------------------------------------------------------------- | ------------------- | ----- |
| Tommy Tobar                                                                   | Carabobo            | 12    |
| Edwuin Pernía                                                                 | Caracas             | 7     |
| Juan García                                                                   | Aragua              | 6     |
| Manuel Arteaga                                                                | Deportivo La Guaira | 6     |
| Dany Cure                                                                     | Zulia               | 5     |
| Frank Feltscher                                                               | Zulia               | 5     |
| Jesús Hernández                                                               | ACD Lara            | 5     |
| Jhonder Cádiz                                                                 | Monagas             | 5     |
| Johan Arrieche                                                                | Mineros de Guayana  | 5     |
| José Romo                                                                     | Aragua              | 5     |
| Última actualización: 21 de abril de 2018. Fuente: Mis marcadores - Soccerway |                     |       |